# Qūhajīn
Qūhajīn (persiska: قوهجين, قُوهِيجين, قوهيجين, كوهَك) är en ort i Iran.   Den ligger i provinsen Zanjan, i den nordvästra delen av landet, 210 km väster om huvudstaden Teheran. Qūhajīn ligger 1 834 meter över havet och antalet invånare är 184.
Terrängen runt Qūhajīn är huvudsakligen kuperad, men åt nordost är den platt. Runt Qūhajīn är det ganska glesbefolkat, med 29 invånare per kvadratkilometer. Närmaste större samhälle är Abhar, 7,6 km nordost om Qūhajīn. Trakten runt Qūhajīn består i huvudsak av gräsmarker.